# 镰荚金合欢
镰荚金合欢是豆科金合欢属植物，原产东非。
镰荚金合欢的托叶刺基部膨大成圆球状，好似虫瘿，实为供蚂蚁居住的虫室。有四种蚂蚁与镰荚金合欢共生：
- 其中金合欢举腹蚁（英语：Crematogaster mimosae）、黑头举腹蚁（英语：Crematogaster nigriceps）、彭氏细长蚁（英语：Tetraponera penzigi）只居住在瘿状虫室，会积极进攻来犯的植食性动物，与镰荚金合欢是互利共生关系。
- 舍氏举腹蚁（英语：Crematogaster sjostedti）一般在树干、树枝上筑巢，不主动为植物提供有效的保护，与镰荚金合欢是非互利共生关系。